# Isoetes durieui
Isoëtes durieui (молодильник Дюрьє) — вид рослин з родини молодильникові (Isoetaceae).

## Опис
Це багаторічна рослина. Стебла лопатеві, з 10–40 листками. Численні листи утворюють прикореневу розетку, сидячі, лінійно-ланцетні, жорсткі, 8–15(20) см довжиною. Мегаспори 735—830 мкм, кулясті. Мікроспори 38–42 мкм, еліптичні, бородавчасті.

## Поширення
Вид зростає в Середземномор'ї: Марокко, Алжир, Туніс, Франція, Греція, Іспанія, Італія, Португалія, Мальта, Туреччина. 
Заселяє луки на кислих ґрунтах на краю ставків і струмків.

## Етимологія
Вид названо на честь французького військового, дослідника й ботаніка Мішеля Шарля Дюрьє де Мезоннева, який також був директором Ботанічного саду Бордо та автором книги «Флора Північної Африки» (Алжир).